# Eshan
Eshan (en chino, 峨山; pinyin, Éshān) es un condado autónomo bajo la administración directa de la ciudad-prefectura de Yuxi. Se ubica al este de la provincia de Yunnan, sur de la República Popular China. Su área es de 1932 km² y su población total para 2020 superó los 140 mil habitantes.
Fundado el 12 de mayo de 1951, es el primer condado autónomo de la etnia Yi en toda la República y el primer condado en la provincia de Yunnan en implementar la autonomía regional étnica.

## Toponimia
El nombre original era Xi'E (嶍峨). El "Manuscrito de la historia Qing" (清史稿) registra: "El condado gobierna la montaña Xi (嶍山) en el noreste, seguida de la montaña E (峨山). Los antiguos tomaron los primeros caracteres de los nombres de las dos montañas y los combinaron para obtener el nombre del condado. En 1930, el condado Xi'E pasó a llamarse Eshan (峨山 'montaña E').
El carácter E (峨) es la ligadura de dos caracteres en sí, el primero es 山 (shan), el radical, que se utiliza en representación de montaña y 我 (wo) es para representarse así mismo; yo, nuestro, auto, etc. A veces el carácter shan va arriba de wo, (峩) pero su significado no varía.  La interpretación para E (峨) es alto o imponente.

## Administración
El condado autónomo de Eshan se divide en 8 pueblos que se administran en 2 subdistritos, 3 poblados y 3 villas.

## Historia
A finales del Reino de Nanzhao (año 880) se estableció la Comandancia Xie (嶍峨部) esto, debido por que al noroeste se encuentra los montes Xi (嶍山) y E (峨山). En la Dinastía Yuan (año 1256) se eleva a prefectura (嶍峨州), pero en 1256 se degradó a condado (嶍峨县). En el año 18 de la República China (1929) el director del Departamento de Asuntos Civiles de la provincia de Yunnan dijo que Xié (嶍峨) es homofono de Xiè (习恶) que traduce a "hábitos de maldad" y por lo tanto el nombre debe ser cambiado, entonces fue rebautizada eliminando Xi, quedando E y agregando el carácter Shan. La resolución de la 115ª reunión del Gobierno Provincial del 8 de octubre del mismo año fue sometida a la aprobación del gobierno central y pasó a llamarse Condado de Eshan el 1 de enero de 1930. 
El 12 de mayo de 1951, se estableció el condado autónomo de Eshan (峨山民族自治县) y en 1956, pasó a ser el condado actual dando reconocimiento a la etnia Yi, quedando de forma oficial Condado autónomo yi de Eshan.

## Grupos étnicos
Entre la población del condado, hay 87 294 personas Yi, que representan el 53,61% de la población total; seguidas de 55 925 personas Han, que representan el 34,35% de la población total. Las otras minorías étnicas principales y su proporción en la población total son: Hani, 7.40%; Dai, 0.22%; Hui, 3.61%; Bai, 0.12%; Miao, 0.16%; Mongol, 0.19%; Lahu, 0.03%.

## Geografía
Eshan yace en una meseta estrecha al este y ancha al oeste. Hay más de 60 montañas con una altura superior a 2000 m s. n. m. El terreno es alto en el noreste y bajo en el suroeste. La parte oriental es cortada por el río Qujiang (曲江), formando un relieve montañoso y valle entre el noroeste y el sureste. Hay muchas cuevas y depresiones Karst. El condado tiene una altitud promedio de 1691 m s. n. m., siendo el punto más alto la montaña Huoshitou (火石头山) de 2583 metros ubicada en el Poblado Dianzhong (甸中镇), y el punto más bajo está en las orillas del río Luzhi (绿汁江), con una altitud de 820 metros.

## Clima
Eshan pertenece a la zona climática monzónica de meseta subtropical semihúmeda fría de invierno, con un clima templado y mucho sol. No hay calor extremo en verano ni frío severo en invierno. La luz solar anual promedio es de 2286.9 horas, y la tasa de luz solar es del 52%. La radiación solar total anual es de 127130 calorías por centímetro cuadrado. La temperatura promedio anual es de 15.9 °C. La temperatura promedio mensual más baja es enero con 8.4 °C y la más alta es julio con 21.2 °C. 
| Parámetros climáticos promedio de Eshan (1981−2010) | Parámetros climáticos promedio de Eshan (1981−2010) | Parámetros climáticos promedio de Eshan (1981−2010) | Parámetros climáticos promedio de Eshan (1981−2010) | Parámetros climáticos promedio de Eshan (1981−2010) | Parámetros climáticos promedio de Eshan (1981−2010) | Parámetros climáticos promedio de Eshan (1981−2010) | Parámetros climáticos promedio de Eshan (1981−2010) | Parámetros climáticos promedio de Eshan (1981−2010) | Parámetros climáticos promedio de Eshan (1981−2010) | Parámetros climáticos promedio de Eshan (1981−2010) | Parámetros climáticos promedio de Eshan (1981−2010) | Parámetros climáticos promedio de Eshan (1981−2010) | Parámetros climáticos promedio de Eshan (1981−2010) |
| Mes                                                 | Ene.                                                | Feb.                                                | Mar.                                                | Abr.                                                | May.                                                | Jun.                                                | Jul.                                                | Ago.                                                | Sep.                                                | Oct.                                                | Nov.                                                | Dic.                                                | Anual                                               |
| --------------------------------------------------- | --------------------------------------------------- | --------------------------------------------------- | --------------------------------------------------- | --------------------------------------------------- | --------------------------------------------------- | --------------------------------------------------- | --------------------------------------------------- | --------------------------------------------------- | --------------------------------------------------- | --------------------------------------------------- | --------------------------------------------------- | --------------------------------------------------- | --------------------------------------------------- |
| Temp. máx. abs. (°C)                                | 24.0                                                | 27.3                                                | 29.2                                                | 31.6                                                | 32.6                                                | 31.4                                                | 31.4                                                | 31.6                                                | 31.1                                                | 29.2                                                | 26.0                                                | 23.9                                                | '                                                   |
| Temp. máx. media (°C)                               | 17.7                                                | 20.0                                                | 23.3                                                | 26.2                                                | 26.5                                                | 26.6                                                | 26.3                                                | 26.6                                                | 25.3                                                | 23.0                                                | 19.9                                                | 17.2                                                | 23.2                                                |
| Temp. media (°C)                                    | 9.1                                                 | 10.8                                                | 14.0                                                | 17.6                                                | 20.2                                                | 21.5                                                | 21.2                                                | 20.7                                                | 19.5                                                | 17.1                                                | 12.9                                                | 9.4                                                 | 16.2                                                |
| Temp. mín. media (°C)                               | 2.9                                                 | 3.6                                                 | 6.5                                                 | 10.4                                                | 15.0                                                | 17.7                                                | 17.9                                                | 17.2                                                | 15.9                                                | 13.5                                                | 8.5                                                 | 4.4                                                 | 11.1                                                |
| Temp. mín. abs. (°C)                                | -2.5                                                | -2.0                                                | -2.6                                                | 3.1                                                 | 5.5                                                 | 10.9                                                | 13.0                                                | 11.2                                                | 6.6                                                 | 4.8                                                 | -1.6                                                | -4.5                                                | '                                                   |
| Precipitación total (mm)                            | 16.8                                                | 20.5                                                | 22.6                                                | 43.1                                                | 95.2                                                | 138.6                                               | 178.2                                               | 163.4                                               | 99.2                                                | 81.3                                                | 49.7                                                | 16.8                                                | 925.4                                               |
| Humedad relativa (%)                                | 78                                                  | 73                                                  | 68                                                  | 67                                                  | 72                                                  | 80                                                  | 85                                                  | 85                                                  | 83                                                  | 83                                                  | 82                                                  | 82                                                  | 78.2                                                |
| Fuente: China Meteorological Data Service Center    |                                                     |                                                     |                                                     |                                                     |                                                     |                                                     |                                                     |                                                     |                                                     |                                                     |                                                     |                                                     |                                                     |